# نووایوانوفکا (شهرستان ایشیمبایسکی، باشقیرستان)
نووایوانوفکا (انگلیسی: Novoivanovka, Ishimbaysky District, Republic of Bashkortostan) یک شهرک در شهرستان ایشیمبایسکی استان باشقیرستان کشور روسیه است.